# Ala I Thracum (Britannia)

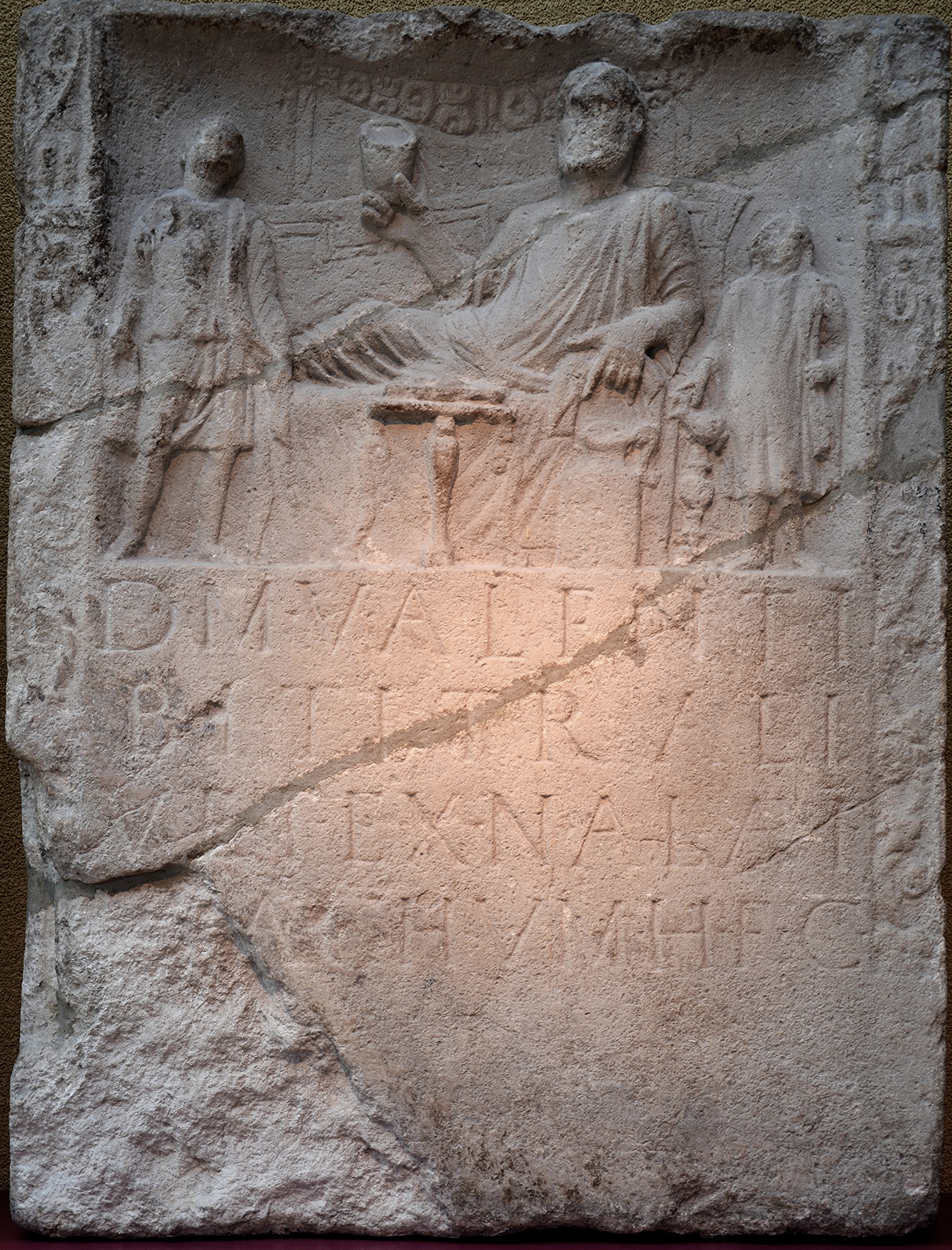
Der Grabstein des Valens

Die Ala I Thracum (deutsch 1. Ala der Thraker) war eine römische Auxiliareinheit. Sie ist durch Militärdiplome und Inschriften belegt.

## Namensbestandteile
- Thracum: der Thraker. Die Soldaten der Ala wurden bei Aufstellung der Einheit aus dem Volk der Thraker auf dem Gebiet der römischen Provinz Thrakien rekrutiert.

Da es keine Hinweise auf den Namenszusatz milliaria (1000 Mann) gibt, war die Einheit eine Ala quingenaria. Die Sollstärke der Ala lag bei 480 Mann, bestehend aus 16 Turmae mit jeweils 30 Reitern.

## Geschichte
Die Ala war in den Provinzen Britannia und Germania stationiert. Sie ist auf Militärdiplomen für die Jahre 103 bis 152 n. Chr. aufgeführt.
Die Einheit war wahrscheinlich bis 43 in Germania stationiert. Sie kam dann vermutlich im Zuge der Eroberung Britanniens durch Aulus Plautius in die neue Provinz. Durch ein Diplom ist die Einheit erstmals 103 in Britannia nachgewiesen. In dem Diplom wird die Ala als Teil der Truppen (siehe Römische Streitkräfte in Britannia) aufgeführt, die in der Provinz stationiert waren. Ein weiteres Diplom, das auf 124 datiert ist, belegt die Einheit in derselben Provinz.
Zwischen 124 und 127 wurde die Ala in die Provinz Germania inferior verlegt, wo sie erstmals durch ein Diplom nachgewiesen ist, das auf 127 datiert ist. In dem Diplom wird die Ala als Teil der Truppen (siehe Römische Streitkräfte in Germania) aufgeführt, die in der Provinz stationiert waren. Weitere Diplome, die auf 150 bis 152 datiert sind, belegen die Einheit in derselben Provinz.
Der letzte Nachweis der Einheit beruht auf der Inschrift (CIL 14, 5340), die auf 251/260 datiert ist.

## Standorte
Standorte der Ala in Britannia waren möglicherweise:
- Corinium Dobunnorum (Cirencester): Die Inschrift (RIB 109) wurde hier gefunden.

Standorte der Ala in Germania waren möglicherweise:
- Fectio (Vechten)

## Angehörige der Ala
Folgende Angehörige der Ala sind bekannt:

### Kommandeure
| - M(arcus) Aurelius Hermogenes, ein Präfekt (CIL 14, 5340) | - Q(uintus) Didius Euhodian[us], ein Präfekt (CIL 13, 12058) |

### Sonstige
| - Longinus Sdapeze, ein Duplicarius (RIB 201) - Sextus Valerius Genialis, ein Reiter (RIB 109) | - Valens, ein Veteran (CIL 13, 8818) |

## Weitere Alae mit der BezeichnungAla I Thracum
- die Ala I Augusta Thracum. Sie ist durch Militärdiplome von 86 bis 151 belegt und war in den Provinzen Syria, Raetia und Noricum stationiert.
- die Ala I Thracum Herculana. Sie ist durch Diplome von 94 bis 206 belegt und war in den Provinzen Cappadocia, Syria und Aegyptus stationiert.
- die Ala I Thracum Mauretana. Sie ist durch Diplome von 86 bis 206 belegt und war in den Provinzen Mauretania Caesariensis, Iudaea und Aegyptus stationiert.
- die Ala I Thracum Veterana. Sie ist durch Diplome von 86 bis 192 belegt und war in den Provinzen Raetia, Pannonia superior und Pannonia inferior stationiert.
- die Ala I Thracum Victrix. Sie ist durch Diplome von 79 bis 163 belegt und war in den Provinzen Noricum und Pannonia superior stationiert.